# Oxalis papuana
Oxalis papuana är en harsyreväxtart som beskrevs av F. Müll.. Oxalis papuana ingår i släktet oxalisar, och familjen harsyreväxter. Inga underarter finns listade i Catalogue of Life.